# Monte Bolca
Monte Bolca, conocido como Pesciara (pecera), es un yacimiento paleontológico de hace unos 49 millones de años, del Ypresiense (Eoceno inferior), situado en la localidad de Bolca, provincia de Verona (Italia). Es famoso por la gran cantidad de fósiles de peces que contiene y por la buena preservación de los restos («Konservat-Lagerstätte»). La asociación de peces representada es típica de arrecifes de coral.

## Geología
El yacimiento se encuentra en estratos de caliza de 19 metros de potencia, que buzan ligeramente hacía el suroeste. Estas calizas se depositaron en un ambiente de plataforma carbonatada somera, cerca de la línea de costa.

## Taxones presentes
En los restos (unas 250 especies de peces) se encuentran a menudo preservados los órganos fosilizados, e incluso el color de la piel. Se han encontrado gran cantidad de taxones, entre los que se incluyen teleósteos, elasmobranquios, quelonios, serpientes (Archaeophis), cocodrilos (Crocodilus vicetinus), insectos, algas, etc.

## Galería

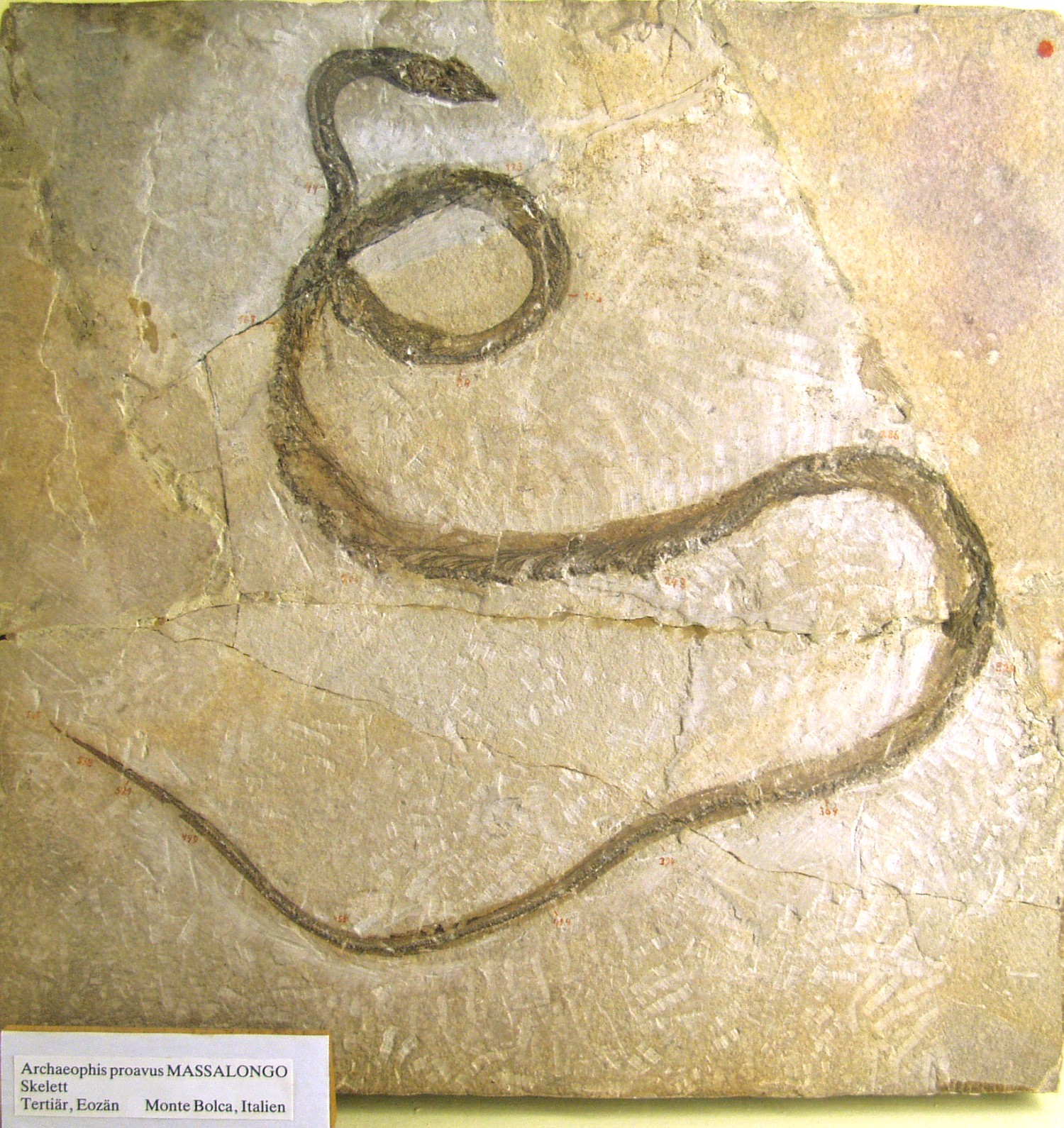
Archaeophis proavus. Fósil de Monte Bolca del Museum für Naturkunde de Berlín.
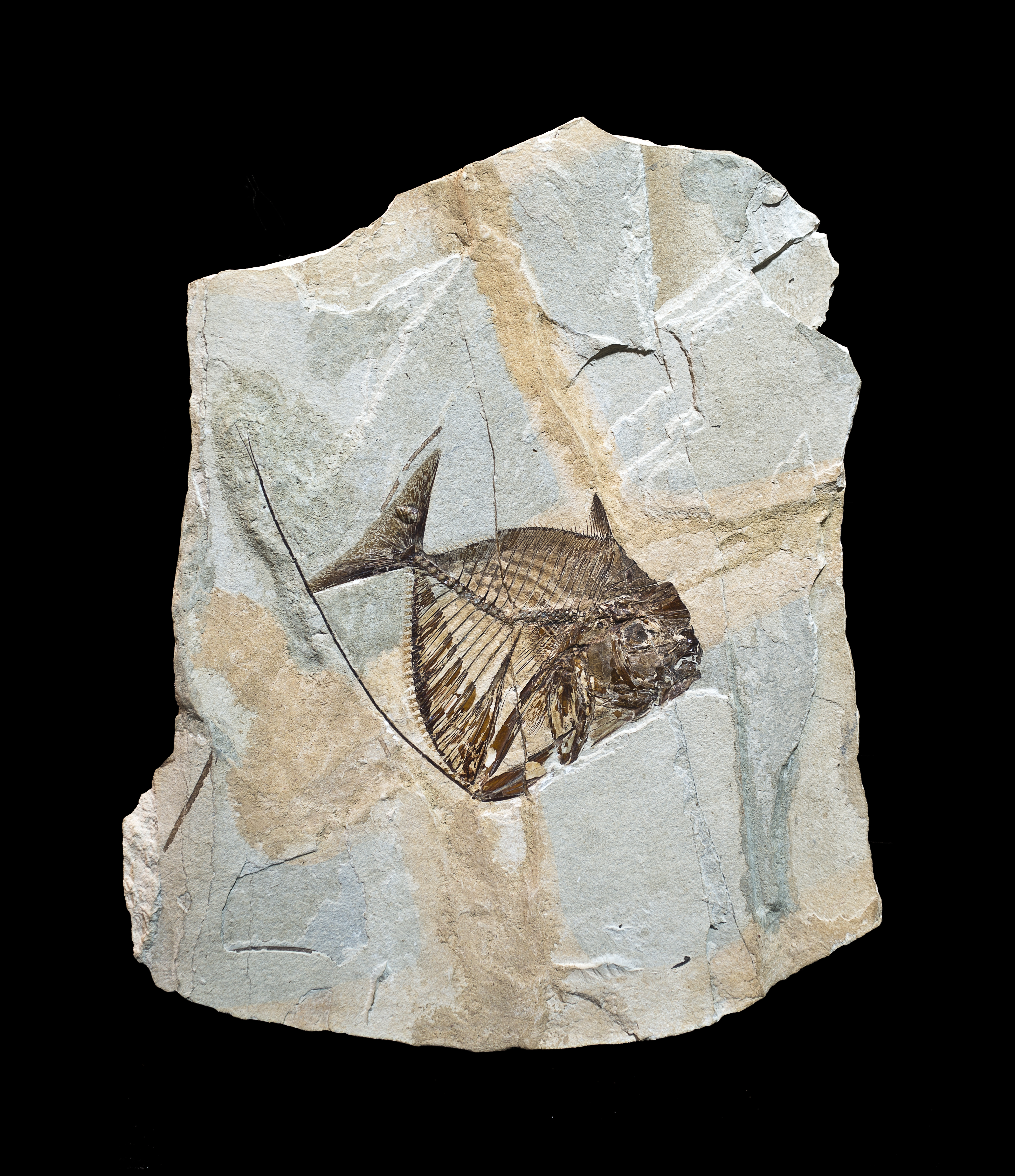
Mene rhombea, perciforme de la familia Menidae.
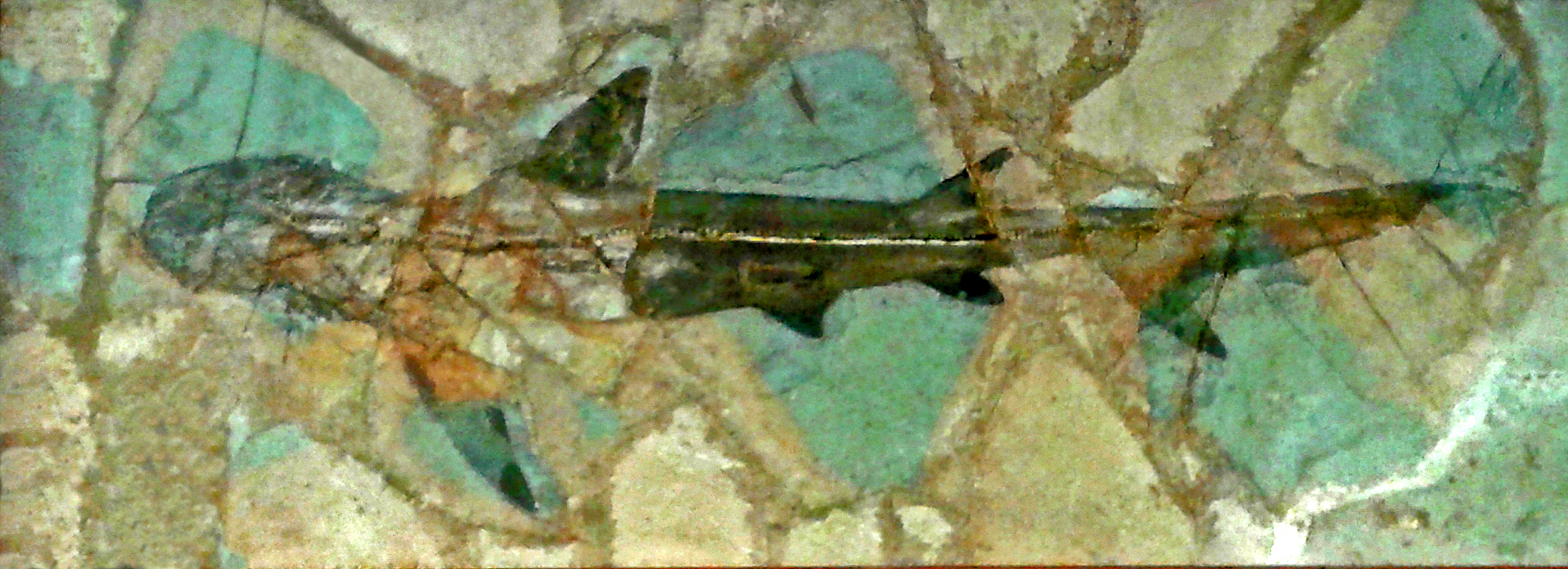
Alopiopsis, de la familia Carcharhinidae, encontrado en este sitio.